# 碘化镧
碘化镧是一种无机化合物，化学式为LaI3。

## 制备
- 碘化镧可以由单质直接化合得到：

{\displaystyle {\mathsf {2La+3I_{2}\ {\xrightarrow {\Delta }}\ 2LaI_{3}}}}
- 也可由氧化镧和碘化铵加热反应得到：[2]

{\displaystyle {\mathsf {La_{2}O_{3}+6NH_{4}I\ {\xrightarrow {350^{o}C}}\ 2LaI_{3}+6NH_{3}+3H_{2}O}}}

## 反应
碘化镧、磷酸镧和二氧化硅在800℃下反应，生成三碘化磷：
5 LaI3 + 3 LaPO4 + 8 SiO2 → 3 PI3 + 3 I2 + 4 La2Si2O7
用THF萃取LaI3可以得到无色的LaI3(THF)4。